# 甲南大学
甲南大学（こうなんだいがく、英語: Konan University）は、兵庫県神戸市東灘区岡本に本部を置く日本の私立大学。1919年創立、1951年大学設置。略称は甲南、甲南大。7年制高等学校であった甲南高等学校を前身とする。

## 概要
甲南大学は、1923年（大正12年）に第二次高等学校令に基づいて2番目に設立された私立旧制高等学校である旧制甲南高等学校を前身とする大学である。1910年（明治43年）の甲南学園の創立には、住吉村在住の関西の財界人11名（平生釟三郎、田辺貞吉、才賀藤吉、弘世助太郎、生島永太郎、岸田杢、阿部元太郎、野口孫市、山口善三郎、中島保之助、小林山郷）が当たった。
人文・社会科学と自然科学、いわゆる文系と理系両方の学部を備えた総合大学である。また、フロンティアサイエンス学部生命化学科でのがん治療技術など医療も研究領域に含んでいる。

## 沿革
1919年（大正8年）に平生釟三郎らが設置した旧制甲南中学校を、1923年（大正12年）に高等教育機関として発展させた旧制甲南高等学校が前身である。1947年（昭和22年）の学制改革を経て、旧制大学の最後の入学試験が行われた1950年（昭和25年）度の翌年、1951年（昭和26年）に旧制高校を発展継承、新制大学として甲南大学が開学した。
1995年（平成7年）1月17日未明に発生した阪神・淡路大震災により、現役学生16名をはじめ大学関係者37名が犠牲となる。校舎も1、2、3号館をはじめ5棟が全壊、7号館内部が全焼した。無事だった10号館をはじめとする一部の建物は、近隣住民の避難所となった。1・2年生は校舎再建までグラウンドに設置された仮設校舎での授業となった。

### 年表
- 1912年 - 財団法人甲南学園私立甲南中学校の設立が認可される[3]。
- 1919年 - 甲南中学校開校。
- 1923年 - 甲南中学校を7年制高等学校の旧制甲南高等学校へと発展。
- 1934年 - 白亜城事件。永井智雄ら共青甲南班の生徒9人が治安維持法違反で検挙される[4]。
- 1938年 - 阪神大水害被災。全校生徒らが復興作業に従事、岡本地区水害避難者救護のため校舎を開放。
- 1951年 - 旧制高校を改組し、甲南大学開学。文理学部を設置。
- 1952年 - 経済学部経済学科を設置。
- 1953年 - 学園歌を制定。
- 1957年 - 文理学部を文学部と理学部に分離。文学部に国文、英文、社会の3学科を、理学部に物理、化、生物の3学科を設置。
- 1959年 - 理学部に経営理学科を設置。大型電子計算機（IBM416型）を導入。大学旗を制定。
- 1960年 - 法学部法学科、経営学部経営学科を設置。
- 1962年 - 理学部に応用物理学科と応用化学科を設置。
- 1963年 - 広野グラウンドを開設[5]。
- 1964年 - 理学部に応用数学科を設置。大学院人文科学研究科（国文学専攻（修士課程）、英文学専攻（修士課程・博士課程）、応用社会学専攻（修士課程））、自然科学研究科（物理学専攻修士課程・博士課程、化学専攻修士課程、生物学専攻修士課程）を開設。
- 1965年 - 大学院社会科学研究科（経済学専攻修士課程、法学専攻修士課程、経営学専攻修士課程）を設置。
- 1970年 - 文学部にドイツ文学科を設置。
- 1971年 - 大学院人文科学研究科に国文学専攻博士課程、応用社会学専攻博士課程、社会科学研究科に経営学専攻博士課程を設置。
- 1974年 - 甲南学園平生記念館竣工。
- 1976年 - 電子計算センターを開設。甲南・イリノイセンターを開設。
- 1984年 - 総合研究所を開設。
- 1990年 - 大学院自然科学研究科に生命・機能科学専攻博士後期課程を設置。甲南・イリノイセンターを改組し、国際交流センターを開設。
- 1993年 - 文学部ドイツ文学科を廃止。大学院自然科学研究科に情報・システム科学専攻修士課程を設置。
- 1994年 - 法学部に経営法学科を設置。国際言語文化センターを開設。
- 1995年 - 阪神・淡路大震災被災。文学部国文学科を日本語日本文学科に、英文学科を英語英米文学科に、大学院人文科学研究科国文学専攻を日本語日本文学専攻に、英文学専攻を英語英米文学専攻に名称変更。大学院自然科学研究科に情報・システム科学専攻博士後期課程を設置。
- 1996年 - 文学部に人間科学科を設置。電子計算機センターを改組し、情報教育研究センターを開設。
- 1997年 - 震災被災校舎の再建が完了。カウンセリングセンターを開設。
- 1998年 - 平生記念セミナーハウス竣工。
- 1999年 - 大学院人文科学研究科に人間科学専攻修士課程を設置。ハイテク・リサーチ・センターを開設。甲南学園創立80周年記念式典挙行。
- 2001年 - 文学部に歴史文化学科を設置。理学部を理工学部に名称変更、学科を物理学科、生物学科、機能分子化学科、情報システム工学科の4学科に改編。大学院人文科学研究科人間科学専攻博士後期課程を設置。
- 2002年 - 経済学部・経営学部にEBA総合コースを開設。大学院社会科学研究科経営学専攻修士課程にビジネスコース（夜間主）、人間科学研究所開設。
- 2003年 - 先端生命工学研究所開設。
- 2004年 - ハイテク・リサーチ・センター廃止。法学研究科法務専攻（法科大学院）開設。スポーツ・健康科学教育研究センター開設。10月に7号館5階（非管理区域）で放射性物質（トリチウム）の管理不備が発覚（汚染は検出されておらず、環境への影響もなかった）。フロンティア研究推進機構を設立。
- 2005年 - 大学院自然科学研究科の情報・システム科学専攻を情報システム工学専攻に名称変更。ビジネス・イノベーション研究所開設。教職教育センター開設。
- 2006年 - 大学院ビジネス研究科会計専攻（会計大学院）開設。企業法務研究所開設。
- 2008年 - 理工学部情報システム工学科を募集停止し、知能情報学部知能情報学科を設置。
- 2009年 - 西宮キャンパスが完成し、マネジメント創造学部マネジメント創造学科を設置。ポートアイランドキャンパスが完成し、フロンティアサイエンス学部生命化学科、大学院フロンティアサイエンス研究科生命化学専攻を設置。先端生命工学研究所がポートアイランドキャンパスに移転。
- 2010年 - 岡本キャンパスグラウンドが全面人工芝となり、「憩いの広場」として整備される。
- 2011年 - 地域連携センターを開設。
- 2013年 - 大学院ビジネス研究科会計専攻（会計大学院）を社会科学研究科会計専門職専攻（会計大学院）に改組。統合ニューロバイオロジー研究所を設立。EBA総合コースを廃止。
- 2015年 - 理工学部情報システム工学科を廃止。
- 2016年 - 大学院社会科学研究科会計専門職専攻（会計大学院）を廃止。白川台キャンパスを開設。
- 2018年 - 広野グラウンドを売却[6]。
- 2019年 - 秋入学以降の法科大学院の学生募集を停止[7]。
- 2020年 - 全学教育推進機構、リカレント教育センターを開設。
- 2024年 - グローバル教養学環を設置。

## 教育理念

### 建学の精神
甲南大学は、創立者である平生釟三郎が掲げた「人格の修養と健康の増進を重んじ、個性を尊重して各人の天賦の特性を伸張させる」を教育理念としている。

### スローガン
- 個性を力へ。 - 2009年の甲南学園創立90周年を機に制定された。
- 未来に伝える　明日につなぐ - 2011年の大学開設60周年記念のスローガン。

### 象徴
- 校章は六甲の甲にちなみ、兜の鍬形に「大學」の文字を入れたものである。
- シンボルマークは、兜を図案化したもので、赤、白、黒の三色で表される。
- 学園歌は文学部教授であった寿岳文章の作詞、信時潔の作曲である。
- 2014年より、岡本キャンパス近くの川に出没していたウリボーをモチーフとした公式キャラクターのなんぼーくんが登場した。

### 教育の特色
甲南大学はアクティブ・ラーニングを推進しており、ゼミナールだけでなく通常の講義においても教員と学生の双方向的なコミュニケーションの成立を目指し、学生の授業参加が深まるような学修環境の整備に取り組んでいる。具体的には、講義1クラスの受講生が100名以内になることを最終的な目標として、段階的に少人数教育を進めるとしている。
全学部で英語と保健体育科目が必修であることに加え、岡本キャンパスの6学部では第2外国語と教養科目も必修である。第2外国語は、ドイツ語、フランス語、中国語、韓国語が開講されている。教養科目は、外国語の言語文化に関するコースとリベラルアーツをはじめとする各種教養に関するコースを選択できる。

## 組織

### 学部・学環
- 文学部
  - 日本語日本文学科
  - 英語英米文学科
  - 社会学科
  - 人間科学科
  - 歴史文化学科
- 理工学部
  - 物理学科
  - 生物学科
  - 機能分子化学科
- 経済学部
  - 経済学科
- 法学部
  - 法学科
- 経営学部
  - 経営学科
- 知能情報学部
  - 知能情報学科

旧理学部の経営理学科/応用数学科～理工学部情報システム工学科の流れを汲んでいる。知能と情報に関して、「情報通信」「人間知」「機械知」の3つの観点から、教育・研究することを掲げている
- マネジメント創造学部
  - マネジメント創造学科
- フロンティアサイエンス学部
  - 生命化学科
- グローバル教養学環（STAGE）
学部等連係課程に則した学部相当組織で、複数言語圏の2か国以上への留学を要する学位プログラムである。

### 研究科
- 人文科学研究科（修士課程・博士後期課程）
  - 日本語日本文学専攻
  - 英語英米文学専攻
  - 応用社会学専攻
  - 人間科学専攻
- 自然科学研究科
  - 物理学専攻（修士課程・博士後期課程）
  - 化学専攻（修士課程）
  - 生物学専攻（修士課程）
  - 生命・機能科学専攻（博士後期課程）
  - 知能情報学専攻（修士課程・博士後期課程）
- 社会科学研究科
  - 経済学専攻（修士課程）
  - 経営学専攻（修士課程・博士後期課程）
- フロンティアサイエンス研究科（修士課程・博士後期課程）
  - 生命化学専攻

### 専門職大学院
- 法学研究科
  - 法務専攻（法科大学院）

### 付属機関
- 図書館
  - 九鬼周造文庫
  - サイバーライブラリ
- 全学教育推進機構
  - 全学共通教育センター
  - スポーツ・健康科学教育研究センター
  - 教育学習支援センター
  - 国際言語文化センター
- フロンティア研究推進機構
- 総合研究所
- 人間科学研究所
- ビジネス・イノベーション研究所
- 統合ニューロバイオロジー研究所
- 先端生命工学研究所
- カウンセリングセンター
  - 学生相談室
  - 心理臨床カウンセリングルーム
- 社会連携機構
  - 地域連携センター
  - リカレント教育センター
- 国際交流センター
- キャリアセンター
- 教職教育センター
- 公認心理師養成センター

### 教育制度
- 現代的教育ニーズ取組支援プログラム（平成18年度）
- KONANプレミア・プロジェクト - 「大学の持つ総合力、融合力、創造力を生かしたチャレンジングなアイデアを積極的に推進・展開する」ことを目的に、官学連携やスポーツ、国際交流、教育研究を助成する制度。

### 教員数および学生数
|                             | 文学部 | 理工学部 | 経済学部 | 法学部 | 経営学部 | 知能情報学部 | マネジメント 創造学部 | フロンティア サイエンス学部 | グローバル 教養学環 | 学部合計 |
| --------------------------- | ------ | -------- | -------- | ------ | -------- | ------------ | --------------------- | --------------------------- | ------------------- | -------- |
| 専任教員数(A)               | 53     | 36       | 23       | 26     | 23       | 19           | 18                    | 18                          | 0                   | 216      |
| 入学定員(2024年)            | 405    | 155      | 345      | 330    | 345      | 120          | 170                   | 45                          | 25                  | 1940     |
| 収容定員                    | 1620   | 620      | 1380     | 1365   | 1380     | 480          | 710                   | 180                         | 25                  | 7760     |
| 在籍学生数(B)               | 1866   | 712      | 1577     | 1575   | 1624     | 562          | 785                   | 199                         | 24                  | 8924     |
| 教員一人当たりの学生数(B/A) | 35.2   | 19.8     | 68.6     | 60.6   | 70.6     | 29.8         | 43.6                  | 11.1                        | -                   | 41.3     |

データは大学公開情報から引用。なお上記の表のうち、専任教員数の合計は学部以外の教育研究組織に属する専任教員を含まない。

## 施設

### 所在地
- 岡本キャンパス（兵庫県神戸市東灘区岡本）
- 西宮キャンパス（兵庫県西宮市高松町）
- ポートアイランドキャンパス（兵庫県神戸市中央区港島南町）
- 六甲アイランド総合体育施設（兵庫県神戸市東灘区向洋町中）
- 白川台キャンパス（兵庫県神戸市須磨区東白川台）

### キャンパス

#### 岡本キャンパス

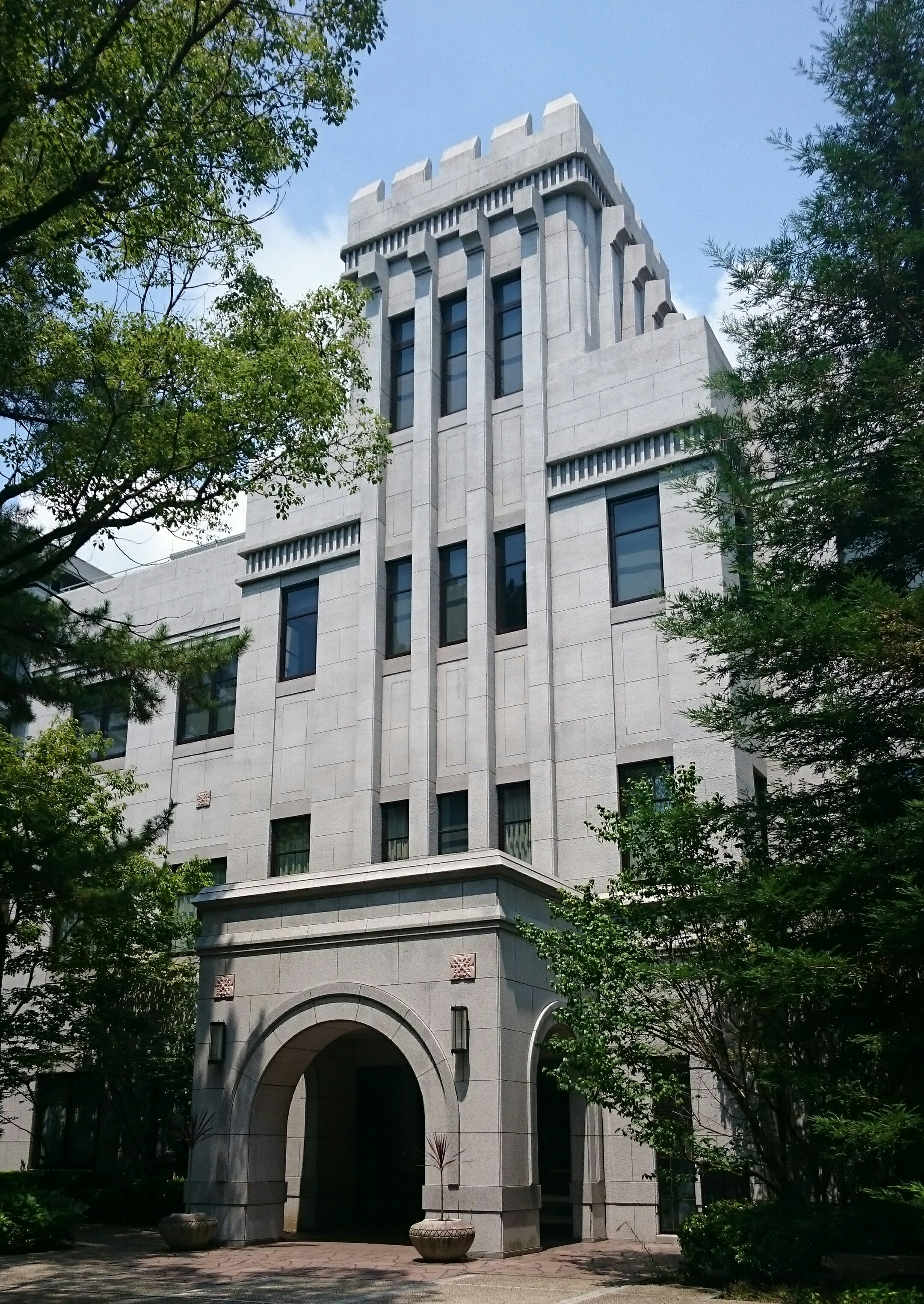
岡本キャンパス1号館

- 使用学部・学環：文学部、理工学部、経済学部、法学部、経営学部、知能情報学部、グローバル教養学環
- 使用研究科：人文科学研究科、自然科学研究科、社会科学研究科、法学研究科
- 使用附属施設
  - 大学本部
  - 図書館
  - 全学教育推進機構
  - キャリアセンター
  - カウンセリングセンター
  - 国際交流センター　他
- 交通アクセス
  - 阪急神戸本線「岡本駅」より徒歩約10分
  - JR神戸線（東海道本線）「摂津本山駅」より徒歩約12分

旧制中学校時代からの校地で、東灘区岡本の閑静な住宅街にある。長らく同キャンパスのみだったため名称は付いていなかったが、2009年に西宮（CUBE）・ポートアイランド（FIRST）の両キャンパスが開設されたことにより、「岡本キャンパス」の名称が付与された。主に大学本部や文系キャンパスが置かれる本校舎と、理系のキャンパスが置かれる北校舎・西校舎からなり、本校舎側で最も西・北校舎に近い場所に学生会館であるiCommonsが置かれる。
阪神・淡路大震災では、1、2、3号館をはじめ5棟が全壊、7号館内部が全焼した。無事だった10号館をはじめとする一部の建物は、近隣住民の避難所となった。
- 本校舎：1号館、2号館、3号館、4号館（学園史資料室）、5号館、6号館、8号館、9号館、10号館、11号館、12号館（法科大学院）、18号館（カウンセリングセンター）、図書館、iCommons（学生会館）、甲友会館、講堂兼体育館、運動部クラブハウス、防災センター、学友会館（生協本部）
- 北校舎：7号館、17号館
- 西校舎：13号館、14号館、15号館、16号館

#### 西宮キャンパス
- 使用学部：マネジメント創造学部
- 使用研究科：法学研究科
- 使用附属施設：なし

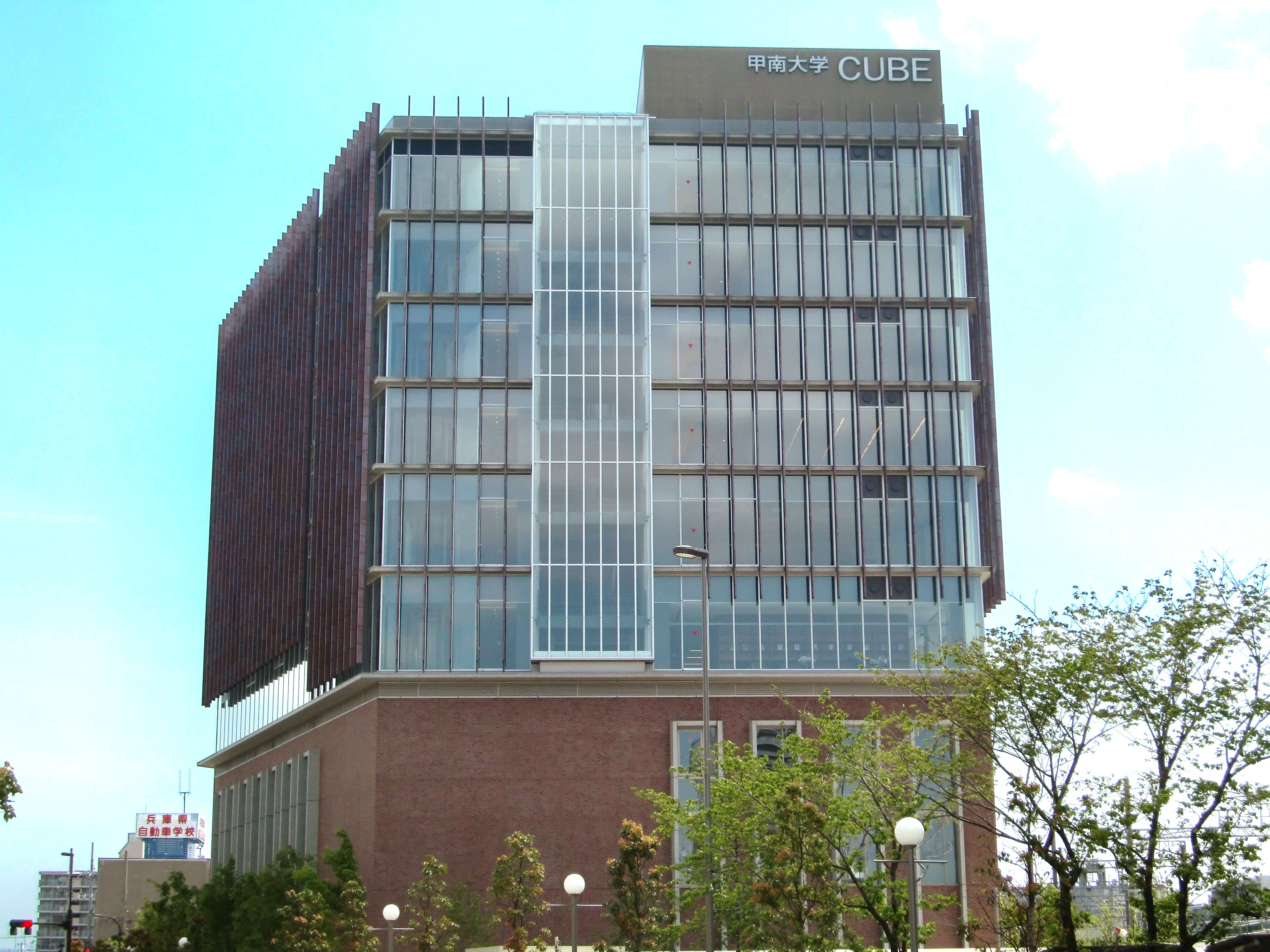
西宮キャンパス（CUBE）

- 交通アクセス：阪急電鉄（神戸本線・今津線）西宮北口駅より徒歩約3分

愛称は「CUBE」。2008年、阪急西宮北口駅南側に新校舎を建設し、翌2009年に従来の「経済」と「経営」の学問領域を融合させた「マネジメント創造学部」を設置した。2016年から、法科大学院の西宮教室が開設された。

#### ポートアイランドキャンパス
- 使用学部：フロンティアサイエンス学部
- 使用研究科：フロンティアサイエンス研究科
- 使用附属施設：先端生命工学研究所

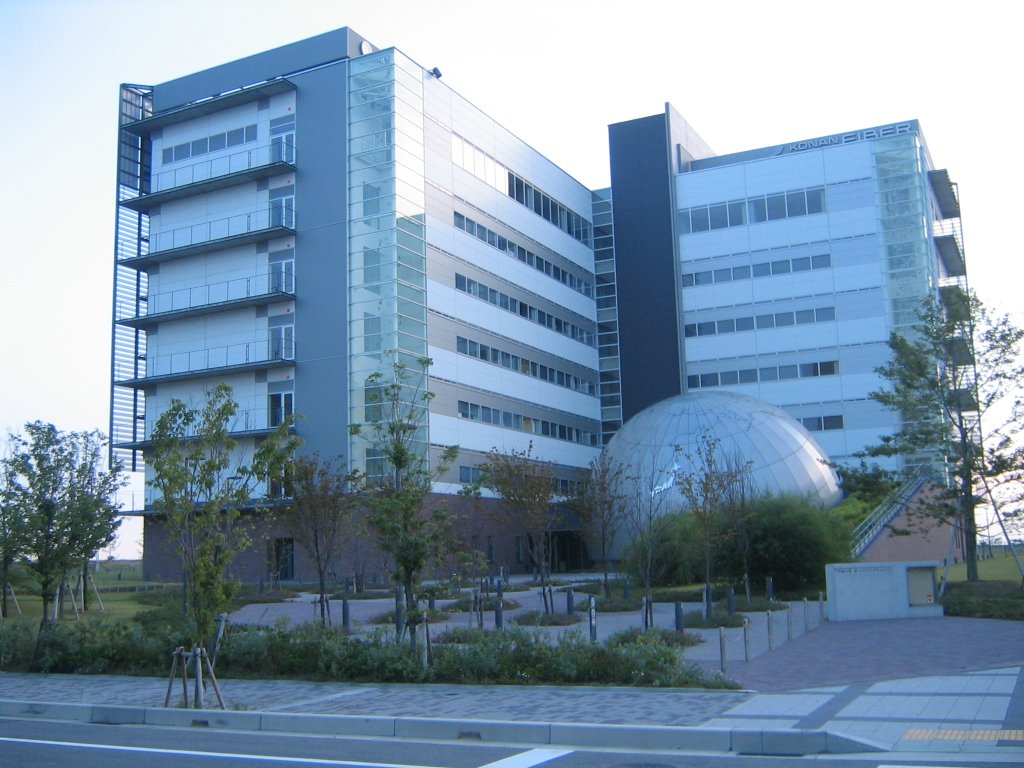
ポートアイランドキャンパス（FIRST）

- 交通アクセス：ポートライナー「計算科学センター駅」より徒歩約3分

愛称は「FIRST」（Frontiers of Innovative Research in Science and Technology）。2009年4月、神戸市中央区のポートアイランド2期地区に新校舎が建設され、従来のバイオテクノロジー分野とナノテクノロジー分野を融合させた新しい専門学術領域を対象とする、「フロンティアサイエンス学部」と大学院の「フロンティアサイエンス研究科」が設置された。校舎の隣接地には理化学研究所が次世代スーパーコンピュータを運用する計算科学研究センターを設けており、甲南大学も同施設を共同利用している。

### 関連施設

#### 六甲アイランド総合体育施設
- 使用学部・使用研究科：なし
- 使用附属施設：スポーツ・健康科学教育研究センター
- 交通アクセス：六甲ライナー「マリンパーク駅」より徒歩約5分

六甲アイランドにあり、岡本キャンパスからシャトルバスが運行されている。阪神甲子園球場の約5倍の面積があり、野球場、サッカー・ラグビー練習場、アメリカンフットボール・ラクロス練習場、テニスコート、体育館等がある。

#### 白川台キャンパス

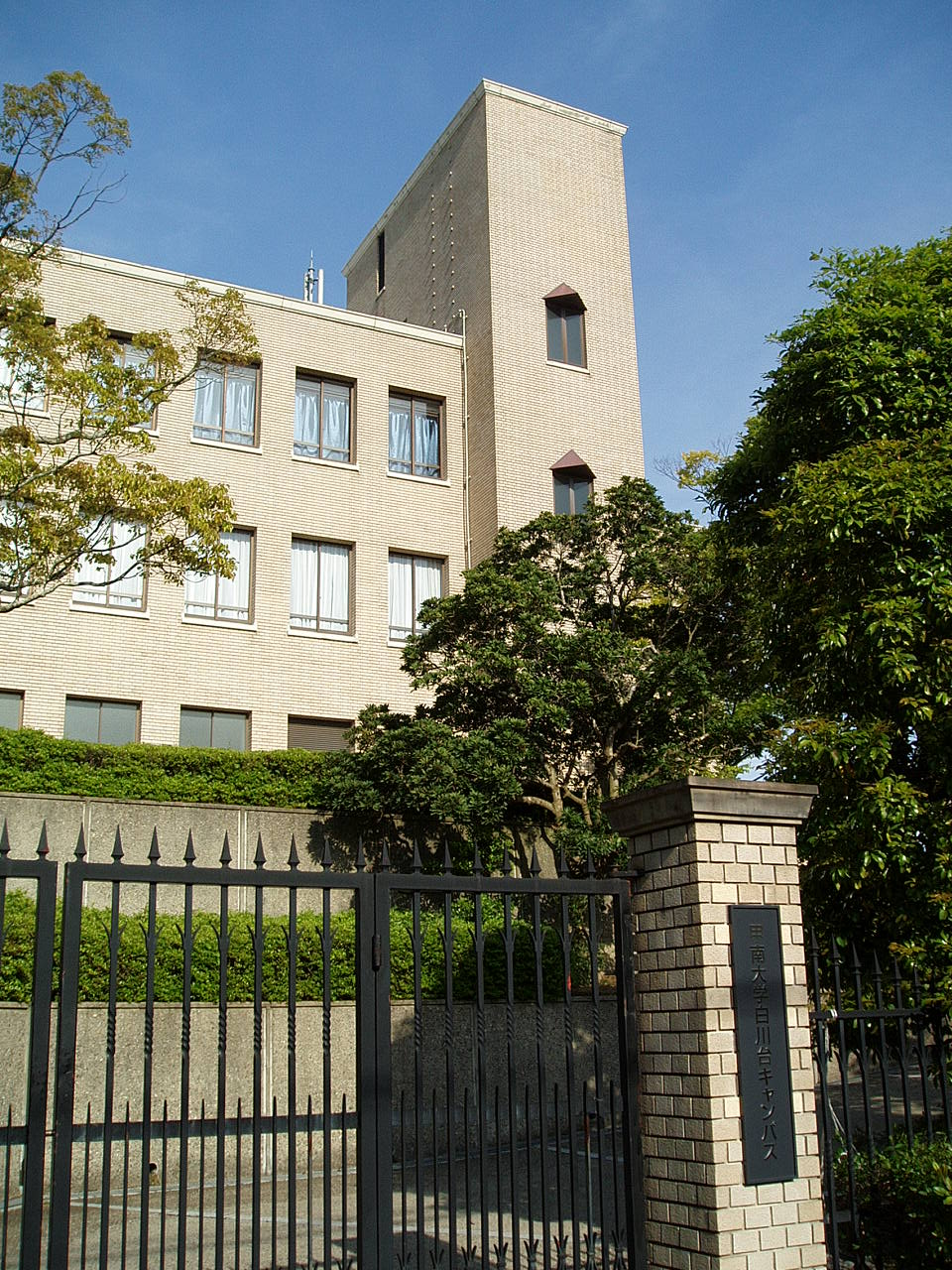
白川台キャンパス

愛称は「コスモスキャンパス」。2016年、学園100周年記念事業の一環として神戸海星女子学院大学から須磨区の研修施設を取得し、設置された。セミナーハウスには「I'll」（アイル）の愛称が付与されている。セミナーハウスをはじめ、人工芝グラウンドや体育館、厩舎と馬場を有する。

#### 平生記念セミナーハウス
戦前に創設者平生釟三郎の邸宅があった場所に位置する研修施設。甲南学園サービスセンターにより、施設管理と共に地域に貢献する文化活動（各種カルチャースクール・語学教室等）も行われている。同窓会館である平生記念館が隣接する。

#### ネットワークキャンパス東京
東京駅前（東京都千代田区丸の内）にあるサピアタワーの10階に開設。首都圏における学生への就職活動支援、企業との産学連携窓口、在住卒業生の交流支援窓口等の活動拠点となっている。また一般市民対象の公開講座も開講している。略称は「NC東京」。

#### その他の学外施設
- テニスコート - 岡本キャンパス近くの西岡本に所在するテニスコート。
- 山小屋 - 体育会ワンダーフォーゲル部管理の山小屋が長野県北安曇郡小谷村にあり、「親沢小屋」と呼ばれる。

## 学生生活

### 独立団体
独立団体として自治会がある。選挙で選出された学生で構成する中央委員会が運営し、傘下には大学祭を実施する摂津祭実行委員会や公開講座を実施する現代講座実施委員会、体育会と文化会を包括する学友団体協議会などがある。

### 部活動
甲南大学においては、原則として大学学生部公認の課外活動団体と自治会傘下の体育会もしくは文化会に属する学友団体を部活動としている。新規に学友団体が発生した場合には、学友団体協議会が体育会と文化会のどちらに属すべきか判断する。

#### 体育会
体育会は、各団体から選出された体育会員で構成する体育会本部が運営する。50団体（活動休止中の団体を含む）が属し、サッカー部、女子陸上競技部、アメリカンフットボール部、馬術部、弓道部などが強豪として知られており、特に女子陸上部の短距離やリレー種目等が全国トップレベルの活躍（2024年現在）をしている。ほかに、中部銀次郎らが活躍したゴルフ部が知られており、硬式野球部は阪神大学野球連盟に加盟している古豪である。2024年に岡本駿（4回生）が同大学初のプロ野球選手となった。
なお学習院大学との間で、1955年より運動競技総合定期戦が毎年開催されている。

#### 文化会
文化会は、選挙で選出された文化会員で構成する文化会常任委員会が運営する。体育会と比べて文化会主催の行事が多く、体育会よりも団体間の交流が活発である。27団体（活動休止中の団体を含む）が属し、放送部門を内包するKSWL（甲南短波連盟）やグリークラブ、交響楽団などは学校行事や式典で活躍しているほか、学術研究系の団体の活動が特に活発である。大学祭では所属団体による公演や研究発表が行われる。

### その他の団体
経営学部公認の課外活動団体として学生経営学研究会があるほか、多くの任意団体（サークル）もある。

### 大学祭
大学祭は「摂津祭」と呼ばれ、毎年11月に3日間にわたって行われる。

## 評価
SSRN
社会科学系の研究論文リポジトリであるSSRN（社会科学研究ネットワーク）は、収録論文に関して多様な統計を提供している。甲南大学の経営系大学院・学部（Konan University - Graduate School of Business and Accounting）は、研究論文に関して、世界のビジネス・スクールの中で次のような評価を受けている。
- 5位 among Business Schools in Japan(日本国内での順位　①Kobe U.,② Keio U., ③Hitotsubashi U., ④Hosei U., ⑤Konan U.)
- Ranked By: Total New Downloads, Last 12 months (Updated Monthly - Last Updated on: 08/01/2014)

出世力ランキング
ビジネス誌「週刊ダイヤモンド」(2006年年9月23日号)での出世力ランキングで、甲南大学は、2006年時点で存在する744大学中、第20位にランキングされた。『週刊エコノミスト』（2010年8月31日号）に掲載された、「卒業生数の割に役員・管理職の人数が多い度合い」で、甲南大学は、2010年時点で存在する全国の778大学中、第23位にランキングされた。

## 関係者

### 大学関係者組織
- 甲南大学同窓会甲南会 - 同窓会館として神戸市東灘区住吉本町に平生記念館を有する。運営会費は現役学生が在学中に負担している。会報発行や名簿発行、各種行事を行っている。遠隔地に居住する卒業生有志が海外・国内各地で地名を冠する「甲南会」を設立している。また、平成以降の卒業生が「甲平会」を設立している場合もある。2022年、任意団体から一般社団法人に移行した[16]。
- 摂津会 - 体育会所属団体の卒業生からなる組織で、体育会所属団体の支援などを行っている。
- 甲樽会 - 文化会所属団体の卒業生からなる組織で、文化会所属団体の支援などを行っている。
- 甲南大学父母の会 - 学生の保護者・保証人組織。奨学金の開設や部活動の支援を行っている。
- 甲南大学生活協同組合 - 岡本キャンパスを中心に購買、食堂、書店及び複写センターなどを開設している。
- 甲南大学教員組合 - 大学教員による労働組合。
- 甲南学園職員労働組合 - 大学を含む学園職員による労働組合。
- 甲南学園サービスセンター - 学園の校務や清掃、警備などを行う株式会社。セミナーハウスでの文化活動なども行っている。

## 系列校
- 学校法人甲南学園
  - 甲南中学校・高等学校
  - フランス甲南学園トゥレーヌ（廃止）
- 学校法人甲南女子学園
  - 甲南女子大学
  - 甲南女子中学校・高等学校
- 学校法人甲南学園甲南小学校
  - 甲南小学校
  - 甲南幼稚園

## 協定
カッコ内は締結・加盟年。

### 自治体との協定
- 包括連携協定
  - 西宮市（2014年）
  - 神戸市（2016年）
  - 堺市（2016年）
  - 加古川市（2017年）
  - 和歌山市（2018年）
  - 徳島市（2018年）
  - 姫路市（2018年）
- 就職支援協定[17]
  - 兵庫県（2017年）
  - 広島県（2017年）
  - 岡山県（2018年）
  - 愛媛県（2018年）
  - 京都府（2018年）
  - 高知県（2018年）
  - 香川県（2019年）
  - 鳥取県（2019年）
  - 島根県（2019年）

この他、2017年には甲南学園が兵庫県と地域創生に係る包括連携協定を締結している。

### 民間等との協定
- 地域連携協力に関する協定
  - 御影クラッセ（2010年）
  - 岡本商店街振興組合（2015年）
- 業務連携協定
  - 中小企業基盤整備機構（2010年）
- 法曹養成産学連携協定
  - GMOインターネット（2014年）
- 連携に関する協定書
  - 神戸新聞社（2016年）
- 事業連携に関する協定
  - 兵庫県商工会連合会（2017年）

### 研究機関・他大学との協定
- 大学コンソーシアム
  - 大学コンソーシアムひょうご神戸（2006年）
  - 西宮市大学交流協議会（2009年）
  - 大学IRコンソーシアム（2012年）
  - 全国私立大学FD連携フォーラム
- リベラルアーツ5学園
旧制高等学校をルーツに持ち、総合的な人間力を養うリベラルアーツの伝統を受け継ぎ、現代に発展させてきた5つの学園で「リベラルアーツ5学園進学相談会in大学フェア」を毎年合同で開催している[18]。
  - 学習院大学（2019年）
  - 武蔵大学（2019年）
  - 成蹊大学（2019年）
  - 成城大学（2019年）

- 図書館の相互協力に関する申合せ
  - 甲南女子大学（2016年）
  - 神戸薬科大学（2016年）
- 地域創生に係る連携協力に関する協定
  - 甲南女子大学（2016年）
- 学術連携協定
  -  国立化学研究所（2016年）
- 研究協力協定
  -  オスロ大学（2017年）
- 学術交流協定
  -  ロシア科学アカデミーシベリア支部（2018年）
- 学習院大学対甲南大学運動競技総合定期戦
  - 学習院大学（1956年）

### 国際交流協定校
- アメリカ合衆国
  - イリノイ大学アーバナ・シャンペーン校
  - パデュー大学ノースウエスト
  - ニューヨーク州立大学バッファロー校
  - ウイーバー州立大学（英語版）
  - セントラル・ワシントン大学
  - ハイラインカレッジ（英語版）
  - カリフォルニア大学サンディエゴ校
  - バレンシアカレッジ（英語版）
  - ピッツバーグ大学
  - ハワイ大学マノア校
  - ハワイ大学リーワード・コミュニティーカレッジ（英語版）
  - ドミニカン大学ELSランゲージセンター
- カナダ
  - ビクトリア大学
  - カールトン大学
  - ブリティッシュコロンビア大学
  - ケベック大学トロワ・リヴィエール校（フランス語版）
- オーストラリア
  - マードック大学
  - エディスコーワン大学
  - クイーンズランド大学
- イギリス
  - リーズ大学
- ドイツ
  - ベルリン・フンボルト大学
  - ライプツィヒ大学
  - ケルン・ビジネススクール（ドイツ語版）
  - ゲーテ・インスティトゥート ドレスデン校
- フランス
  - トゥール大学トゥレーヌ語学院
  - リヨン第三大学
  - ランブイエ国際学院
- 韓国
  - 漢陽大学
  - 慶熙大学
  - 東義大学
- 中国
  - 北京郵電大学
  - 厦門大学
- 台湾
  - 東海大学
  - 国立台北大学
  - 国立聯合大学
  - 長栄大学
- ベトナム
  - ホーチミン市師範大学（英語版）
- マレーシア
  - マラヤ大学
- タイ
  - チェンマイ大学

## その他
- 大阪国際がんセンターなどと共同で、人工知能で台本を自動作成する「漫才ロボット」を使い、がん患者を笑わせられるかという実証研究を知能情報学部が行っている[19]。
- 同大学の男子学生が、2018年の学園祭の売上金を着服したとの誤った情報を理由に所属するクラブを強制退会させられ、学生は名誉回復のための対応を大学に求めたが大学側は応じず、この学生は同年10月に自殺した。2020年3月現在も大学側は「問題はなかった」としてこの学生への名誉回復の措置を取っておらず、学生の遺族が自殺原因の究明のための第三者委員会の設置などの対応を求めている[20]